# Ère Ōtoku
L'ère Ōtoku (en japonais: 応徳) est une des ères du Japon (年号, nengō, littéralement « le nom de l'année ») suivant l'ère Eihō et précédant l'ère Kanji s'étendant du mois de février 1084 au mois d'avril 1087. Les empereurs régnants sont Shirakawa-tennō (白河天皇) et Horikawa-tennō (堀河天皇).

## Changement de l'ère
- 9 février 1084 Ōtoku gannen (応徳元年?) : le nom de la nouvelle ère est créé pour marquer un événement ou une série d'événements. L'ère précédente se termine là où commence la nouvelle, en Eihō 4, le 7e jour du 2e mois[2].

## Événements de l'ère Ōtoku
- 1084 (Ōtoku 1, 9e mois) : l'impératrice Kenshi, principale consort de l'empereur, meurt. Shirakawa en éprouve un grand chagrin et pendant un temps confie l'administration du gouvernement à ses ministres[3].
- 1084 (Ōtoku 3, 9th month) : Shirakawa annonce son intention d'abdiquer en faveur de son fils[3].
- 3 janvier 1084 (Ōtoku 3, 26e jour du 11e mois) : Shirakawa abdique formellement[2] et prend le titre de empereur Daijō (en)[3]. Shirakawa a personnellement occupé le trône pendant 14 ans et continue à exercer un grand pouvoir durant les 43 années qui suivent et qui seront connues sous le nom Insei[4].

| Ōtoku     | 1e   | 2e   | 3e   | 4e   |
| Grégorien | 1084 | 1085 | 1086 | 1087 |